# Heptacyclus myoxocephali
Heptacyclus myoxocephali is een ringworm uit de familie van de Piscicolidae. De wetenschappelijke naam van de soort is voor het eerst geldig gepubliceerd door Srivastava.